# Cattedrale dello Spirito Santo (Terrassa)
La cattedrale dello Spirito Santo (in catalano: Catedral del Sant Esperit) è la chiesa cattedrale della diocesi di Terrassa, si trova nella città di Terrassa, in Spagna.

## Storia
La chiesa è stata costruita tra il 1574 e il 1616 in stile architettonico gotico pur essendo stata edificata in epoca barocca. La chiesa, già utilizzata per le funzioni religiose a partire dal 1593, fu benedetta dal abate di Montserrat il 21 febbraio 1621.
Durante la guerra civile spagnola del 1936-1939 un incendio ha colpito l'interno, rendendo necessario un restauro, completato nel 1958. Dopo la guerra civile la chiesa fu riconsacrata il 10 dicembre 1950 dal vescovo di Barcellona e l'11 novembre 1951 ha ricevuto il titolo di basilica minore. Nel 1999 la ristrutturazione del campanile e della facciata nella sua parte superiore, ancora incompiuti, sono stati completati.
Il 15 giugno del 2004 Giovanni Paolo II, con la bolla Christifidelium salute, ha eretto la diocesi di Terrassa, scorporandone il territorio dall'arcidiocesi di Barcellona, ed ha elevato la chiesa della Spirito Santo a cattedrale.